# Pantoporia balina
Pantoporia balina är en fjärilsart som beskrevs av Hans Fruhstorfer 1913. Pantoporia balina ingår i släktet Pantoporia och familjen praktfjärilar. Inga underarter finns listade i Catalogue of Life.